# 1750
Het jaar 1750 is het 50e jaar in de 18e eeuw volgens de christelijke jaartelling.

## Gebeurtenissen
januari
- 13 - Het Verdrag van Madrid wordt gesloten tussen Spanje en Portugal. De territoria in Latijns-Amerika worden nader afgebakend: de Portugese kolonie Brazilië wordt aanzienlijk groter dan in het oorspronkelijke Verdrag van Tordesillas van 1494.

februari
- 9 - De Oostenrijkse landvoogd Karel van Lorreinen geeft de eerste spadesteek, te Wilsele, voor de Leuvense Vaart.

maart
- 13 - De eerste Amerikaanse kolonisten trekken de Apalachen over en bereiken het gebied dat later Kentucky zal worden.

april
- 10 - Het huis 't Waliën in Huppel bij Winterswijk verliest de status van havezate en daarmee zijn zetel in de Staten van het kwartier van Zutphen. De eigenaar heeft deze rechten laten overschrijven op zijn andere goed, Kemnade in Wijngaarden bij Doetinchem.

mei
- 20 - Een groot deel van Enschede wordt door brand verwoest.

augustus
- 7 - Op Curaçao breekt een opstand uit op de WIC-plantage Hato. Er vallen zestig slachtoffers, van wie een Europeaan.

november
- 18 - In Londen wordt Westminster Bridge geopend, na London Bridge de tweede brug over de Thames.

december
- december - Een commissie uit de Republiek onder leiding van Von Spörke arriveert in Paramaribo om de conflicten in de kolonie te onderzoeken.
- december - Stadhouder Willem IV benoemt de hertog van Brunswijk tot veldmaarschalk van de Staatse legers.

zonder datum
- Door het ontactisch optreden van de gouverneur-generaal Gustaaf Willem van Imhoff is de VOC nu in oorlog met zowel Bantam als Mataram, de voornaamste rijken op Java.
- In Jaroslavl wordt het eerste Russische theater geopend, het Volkov theater.

## Muziek
- In Londen vindt de eerste uitvoering van Georg Friedrich Händels oratorium Theodora plaats
- Georg Christoph Wagenseil componeert de opera's Andromeda, Antigono, Euridice, Armida placata en Vincislao

## Bouwkunst

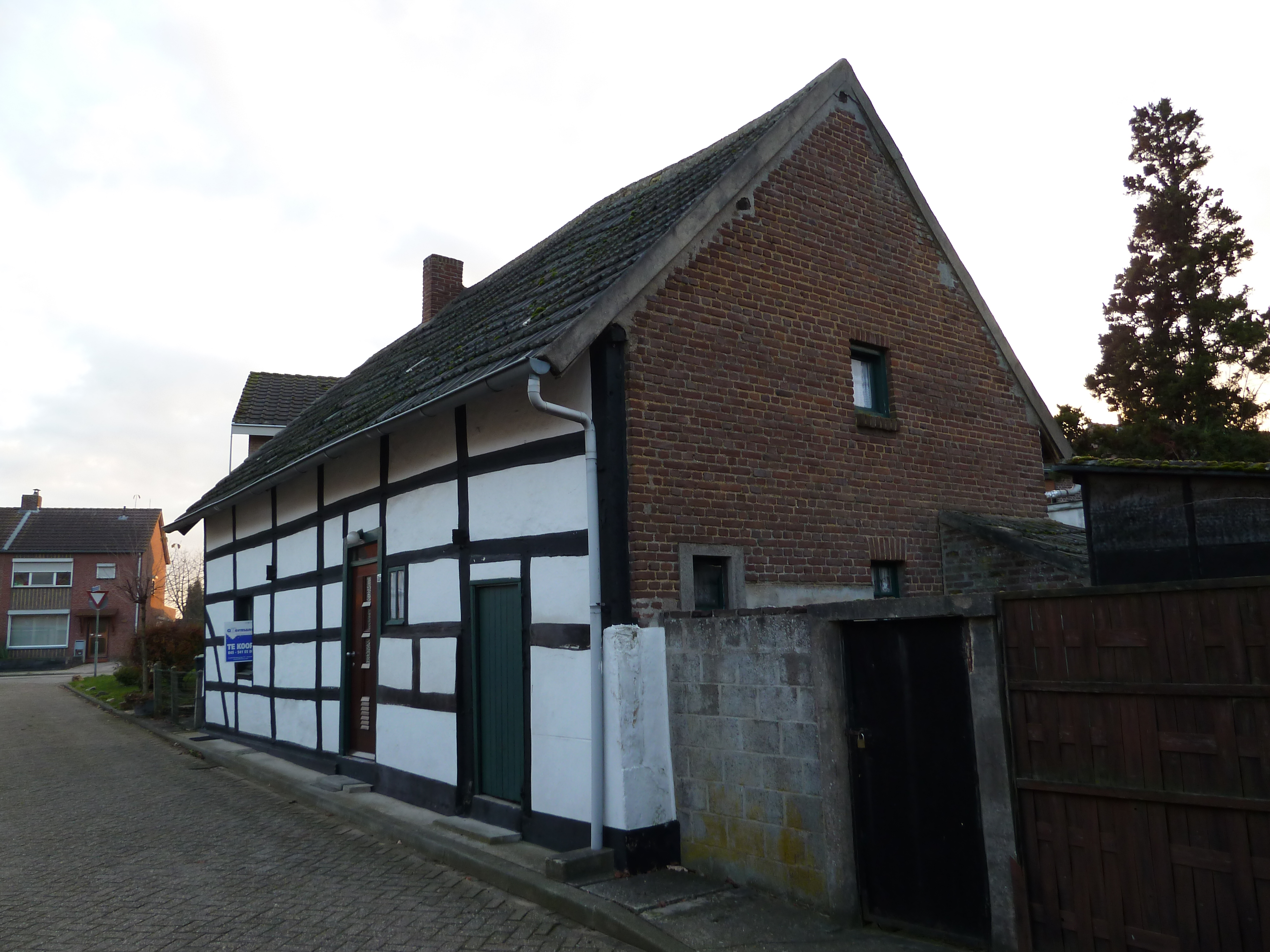
Woonhuis, Bocholtzerheide (ca. 1750)

## Geboren
maart

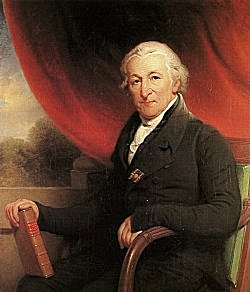
Martinus van Marum

- 20 - Martinus van Marum, Nederlands arts, natuuronderzoeker en chemicus (overleden 1837)
- 28 - Francisco de Miranda, Zuid-Amerikaans generaal, revolutionair en vrijheidsstrijder (overleden 1816)

mei
- 31 - Karl August von Hardenberg, Pruisisch staatsman (overleden 1822)

augustus
- 18 - Antonio Salieri, Italiaans componist en dirigent (overleden 1825)
- 24 - Maria Laetitia Ramolino, Corsicaanse, moeder van Napoleon Bonaparte (overleden 1836)

oktober
- 8 - Pieter Vreede, Nederlands patriottisch politicus (overleden 1837)

november
- 7 - Friedrich Leopold zu Stolberg-Stolberg, Duits dichter (overleden 1819)
- 27 - Jan Antonín Tadeáš Nepomuk Stamic, Boheems componist, dirigent en violist (overleden 1798 (of: 1809))

december
- 15 - Nicolas Gilbert, Frans dichter (overleden 1780)
- 23 - Frederik August I van Saksen, koning van Saksen (overleden 1827)

## Overleden
januari
- 18 - Amalia Louise van Koerland (62), regentes van Nassau-Siegen

mei
- 19 - Crispinus van Viterbo (81), Italiaans lekenbroeder en heilige
- 28 - Sakuramachi (30), keizer van Japan

juli
- 28 - Johann Sebastian Bach (65), Duits organist en componist
- 31 - Johan V van Portugal (60), koning van Portugal

oktober
- 16 - Sylvius Leopold Weiss (63), Duitse componist en luitspeler

november
- 1 - Gustaaf Willem van Imhoff (45), gouverneur-generaal van de VOC in Indië

december
- 1 - Johan Gabriel Doppelmayr (73), Duits wiskundige, astronoom en cartograaf

datum onbekend
- Rachel Ruysch (85/86), Nederlands kunstschilderes
- Cornelis Troost (53), Nederlands schilder van huiskamer- en straatscènes in een sterk satirische en theatrale stijl